# Dolotortula
Dolotortula là một chi rêu trong họ Pottiaceae.